# Androktasiai
Die Androktasiai (altgriechisch Ἀνδροκτασίαι Androktasíai), Singular Androktasia (Ἀνδροκτασία Androktasía, deutsch ‚Männermorde‘), sind in der griechischen Mythologie Personifikationen des Schlachtgemetzels.
Das Wort Androktasiai erscheint bereits bei Homer als synonyme Bezeichnung für die Schlachten. In Hesiods Theogonie erscheinen die Androktasiai personifiziert als Töchter der Göttin der Zwietracht Eris, ihre Geschwister sind ebenfalls Personifikationen von für den Menschen negativ besetzten Begriffen. Im Hesiod zugeschriebenen Schild des Herakles wird beschrieben, dass sie neben einigen anderen Personifikationen mit Bezug zum Krieg den Schild des Herakles schmücken.